# Кренёв, Афанасий Семёнович
Афанасий Семёнович Кренёв — советский хозяйственный деятель, Герой Социалистического Труда.

## Биография
Родился в 1925 году в селе Мощёное. Член КПСС.
Участник Великой Отечественной войны в составе Военно-Морского флота
В 1951—1985 — строитель-монтажник, бригадир монтажников 15-го строительного управления Свердловского треста «Жилстрой», бригадир комплексной бригады передвижной механизированной колонны № 240 треста «Свердловсксовхозстрой» Министерства сельского строительства РСФСР.
Заслуженный строитель РСФСР (1968).
Указом Президиума Верховного Совета СССР от 7 мая 1971 года присвоено звание Героя Социалистического Труда с вручением ордена Ленина и золотой медали «Серп и Молот».
За достижение высокой производительности труда на основе выполнения объёмов строительства с меньшей численностью рабочих был в составе коллектива удостоен Государственной премии СССР за выдающиеся достижения в труде 1979 года.
Умер в 2007 году в Екатеринбурге.

## Награды и звания
- Герой Социалистического Труда (07.05.1971)
- Орден Ленина (07.05.1971)
- Орден Отечественной войны II степени (1985)